# Kostel Narození Panny Marie (Pičín)

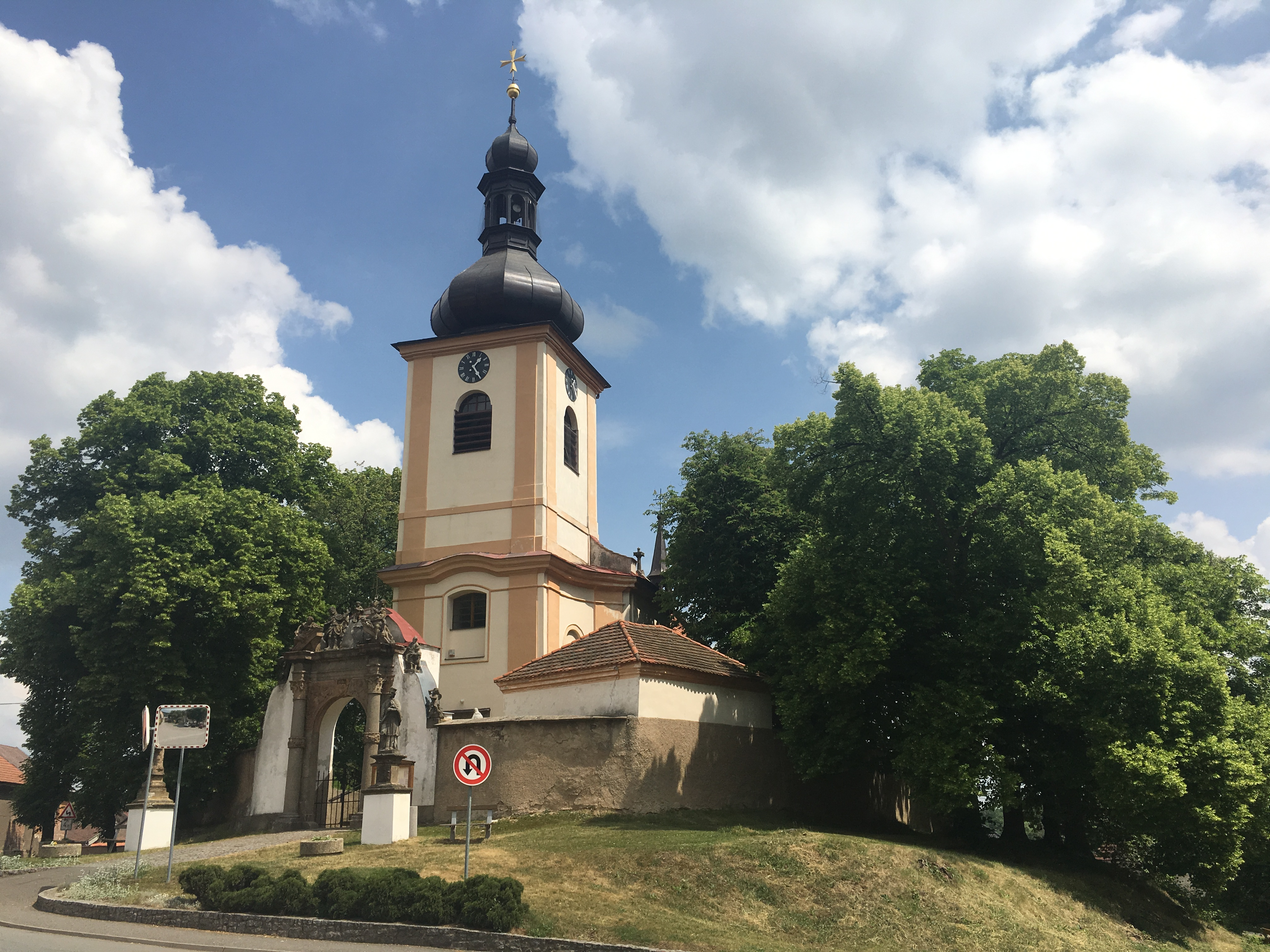
Kostel Narození Panny Marie v Pičíně

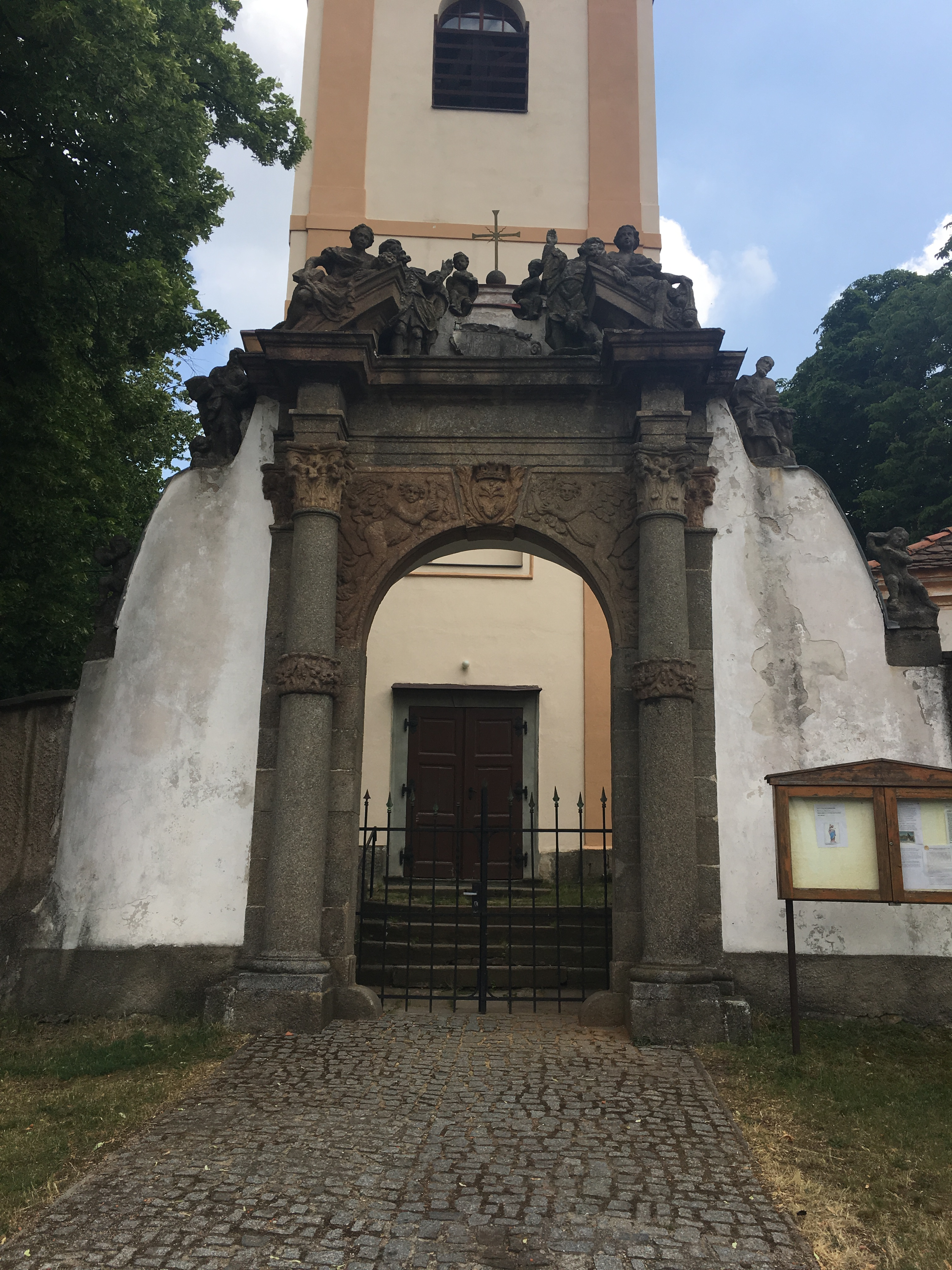
Vstupní brána kostela

Kostel Narození Panny Marie je filiální kostel římskokatolické farnosti Jince. Nachází se v centru městyse Pičína a je chráněn jako kulturní památka.
Sakrální areál s raně gotickým kostelem z druhé poloviny 13. století byl v polovině 18. století barokně přestavěn a rozšířen, s monumentální barokní hřbitovní branou z roku 1691 s bohatou soudobou sochařskou výzdobou a mladšími samostatně stojícími barokními skulpturami z 18. století. V kostele se dochovaly cenné gotické nástěnné malby s ikonograficky výjimečným vyobrazením pekla z doby před polovinou 14. století. Interiér kostela byl zčásti pseudogoticky zařízen v 19. století. Ve zvonici jsou zachovány z původních 4 zvonů pouze tři: Burian, Matka Boží a Poledník. V kostele byly v roce 1897 nainstalovány varhany od varhanářů Rejna a Černého.

## Historie
První zpráva o komplexu je z roku 1298 a jako farní kostel je připomínán v roce 1352. Hlavním důkazem pro dřívější dataci je zejména základní dispozice stavby (krátká loď a jednoduchý kvadratický presbytář) a profilace jižního ústupkového portálu, jehož profily vznikají z archaických mělkých měkce zaoblených misek, nebo patrně ze zahnutých nárožních drápků (toto můžeme pouze tušit v novodobé zazdívce); hmotný tvar nečleněného vítězného oblouku a velice konzervativní řešení křížové klenby. Toto ukončení profilovaného nároží spíše odpovídá pozdně románskému nebo tzv. přechodnému slohu a nejranější gotice než konci 13. století.
Stavba je situována uprostřed zdí bývalého hřbitova. Gotický sloh se zachoval ve zdech presbyteria a chrámové lodi. Jedinečné barokní dílo je vstupní portál, který je z roku 1691. Tento portál byl dříve vstupní branou do ambitu poutního místa kostela sv. Antonína Paduánského (Padovského), který byl součástí kláštera - v dnešní době na tomto místě stojí dětské hřiště. Tento klášterní komplex byl zrušen císařem Josefem II., který panoval na sklonku 18. století. Až roku 1912 byl tento komplex prodán ve veřejné dražbě, zbořen a stavební materiál byl použit na různé další stavby. Brána byla rozebrána dříve a společně se sochařskou výzdobou byla přenesena na dnešní místo k farnímu kostelu. Nelze zjistit, zda je současné rozmístění soch přesné a zda se vůbec dochovala kompletní sbírka. Většina soch byla vytvořena venkovskou (nejspíše příbramskou) sochařskou dílnou, soudě podle určitého zjednodušení, rustikální sochařské práce i jisté naivity výtvarného projevu.[zdroj?] Bránu proto lze datovat společně se hřbitovním portálem do doby okolo roku 1691. Původní socha sv. Jana Nepomuckého se vyznačovala jemnějším a kultivovanějším provedením. Je jasné, že sochu musel vyrábět umělec vyšších kvalit, který měl pravděpodobně sochařské vzdělání. Socha byla časově určena do roku 1697 nebo 1708. Socha, která se momentálně nachází na příslušném místě, nedosahuje takových kvalit, jelikož je mladší, stylově více klasicistní a pochází pravděpodobně až z přelomu 18. a 19. století.
Vnitřní úpravy byly provedeny v 80. letech 20. století - byly odstraněny původní oltáře a interiér byl upraven do dnešní podoby. V čele je zavěšen obraz Narození Panny Marie a jsou zde také postaveny sochy sv. Václava a sv. Jiří. Na levé straně pod kněžským prostorem v chrámové lodi je velký kříž s ukřižovaným Kristem. Na pravé straně je pozdně gotická plastika Panny Marie ze 16. století - tzv. chlouba pičínského chrámu, bohužel v dnešní době tvoří plastiku pouze sádrový odlitek - originál je uschován na Pražském arcibiskupství. Unikátem jsou kruhové a na epištolní straně gotické fresky, které ztvárňují výjev pekla (restaurovány kolem roku 1940). Nad hrotem triumfálního oblouku směrem k lodi jsou dva znaky Maltézských rytířů a Bavorů. Na pravé straně zadní části chrámové lodi je oltář sv. Josefa a na levé straně je oltář k uctění Panny Marie. Ve výklenku za vchodem do kostela je náhrobek renesančního humanisty pana Petra Bechyně z Lažan. Na zadní vnější straně kostela je vestavěn do výklenku náhrobek Sigmunda Goldštejna.
V kostele jsou 3 zvony, které pravděpodobně lili lidé z tehdejší Prahy. Důkazem toho je i text, který je na jednom z nich vyhotoven: "Lil mne Bedřich Schonfeld na Starém Městě Pražském roku 1692."

## Dnešní doba
Celý areál kostela včetně vstupního portálu a obvodní zdi hřbitova je zapsán v seznamu kulturních památek. V letech 2017-2018 uspěla obec se žádostí o finanční příspěvek na rekonstrukci střechy. Lze se stát i patronem kostela.